# استارومحمدوو
استارومحمدوو (انگلیسی: Staromukhametovo) یک شهرک در شهرستان کیگینسکی استان باشقیرستان کشور روسیه است.